# Stadio Presidente Perón
Lo stadio Presidente Perón è uno stadio della città di Avellaneda, in Argentina. Popolarmente conosciuto come El Cilindro de Avellaneda, El Coliseo, oppure più semplicemente El Cilindro, l'impianto è di proprietà del Racing Club, società polisportiva che gioca proprio in questo stadio le sue partite casalinghe della squadra di calcio.
La sua inaugurazione ufficiale è avvenuta il 3 settembre 1950, quando il Racing vi ha disputato la sua prima partita ufficiale contro il Vélez Sarsfield, battendo quest'ultima squadra con il punteggio di 1-0.
Costruito su progetto di alcuni ingegneri civili tedeschi, alcuni dei quali con esperienza nella ricostruzione delle città dopo la Seconda guerra mondiale, l'impianto si trova sullo stesso terreno dove era costruito il vecchio stadio del Racing, ovvero lo stadio Colón e Alsina. Il suo soprannome di Cilindro è dovuto alla forma particolare delle sue tribune, che richiamano proprio un cilindro.
El Cilindro vanta uno dei record di massima presenza di pubblico: il 1º novembre 1967 il Racing ha affrontato il Celtic di Glasgow nella finale di ritorno della Coppa Intercontinentale (con vittoria del Racing per 2-1) alla presenza di ben 120.000 spettatori. Un anno più tardi, per la finale del Torneo Nacional, il Racing vi ha disputato la finale del Torneo Nacional contro il River Plate alla presenza di 108.000 spettatori.
Dopo vari ammodernamenti via via succedutisi, la capacità dello stadio è stata ridotta a 70.000 spettatori e poi a 55.000 per via delle normative di sicurezza imposte dalla AFA. È stato il primo stadio costruito in Argentina con tutte le tribune interamente coperte.

## Galleria d'immagini

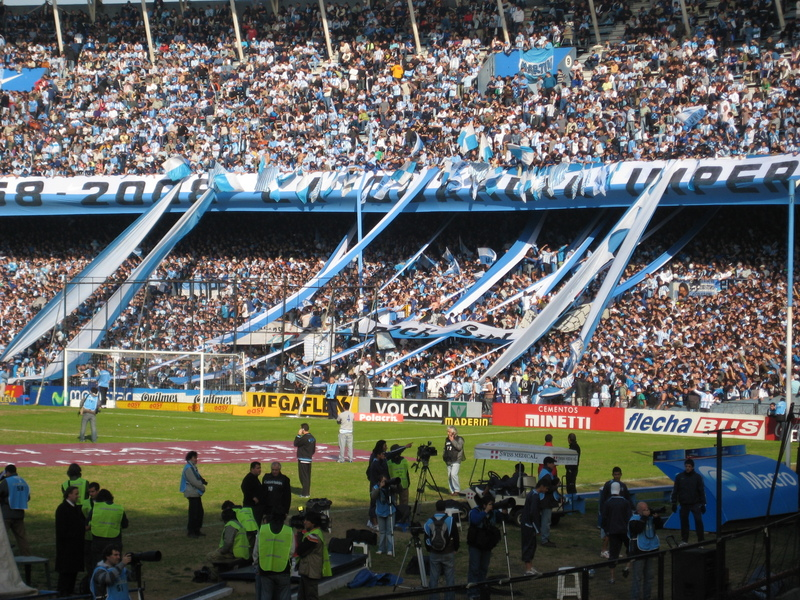
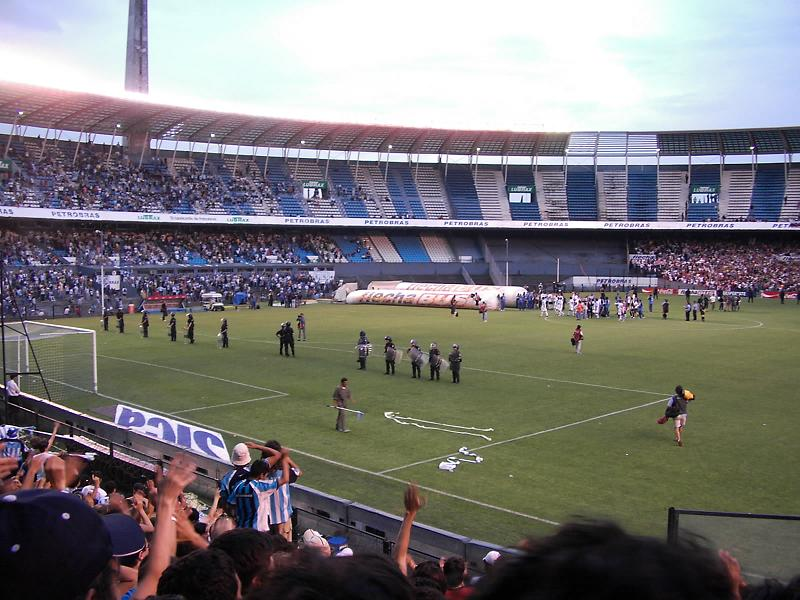
Immagine nel giorno della partita.
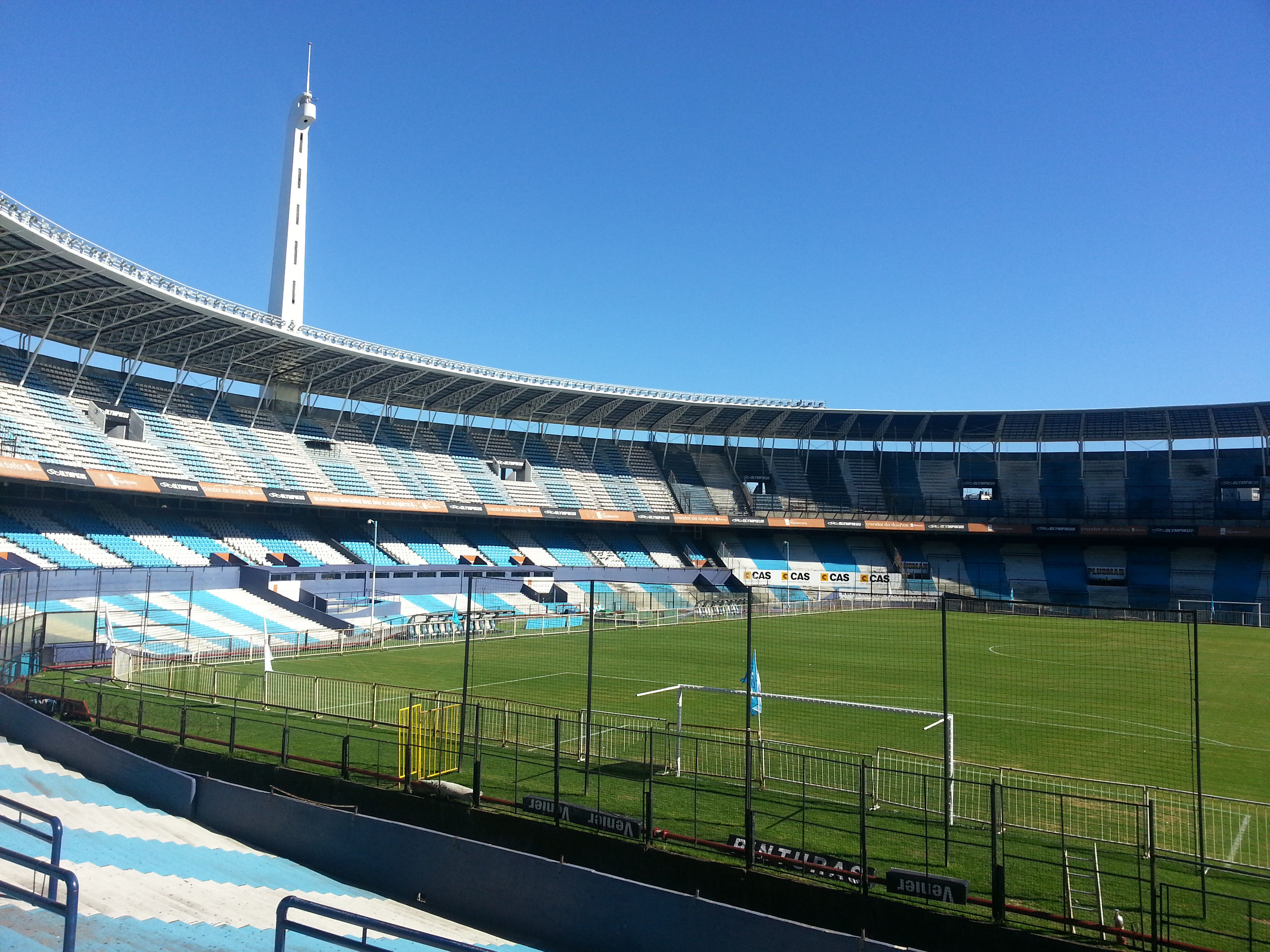
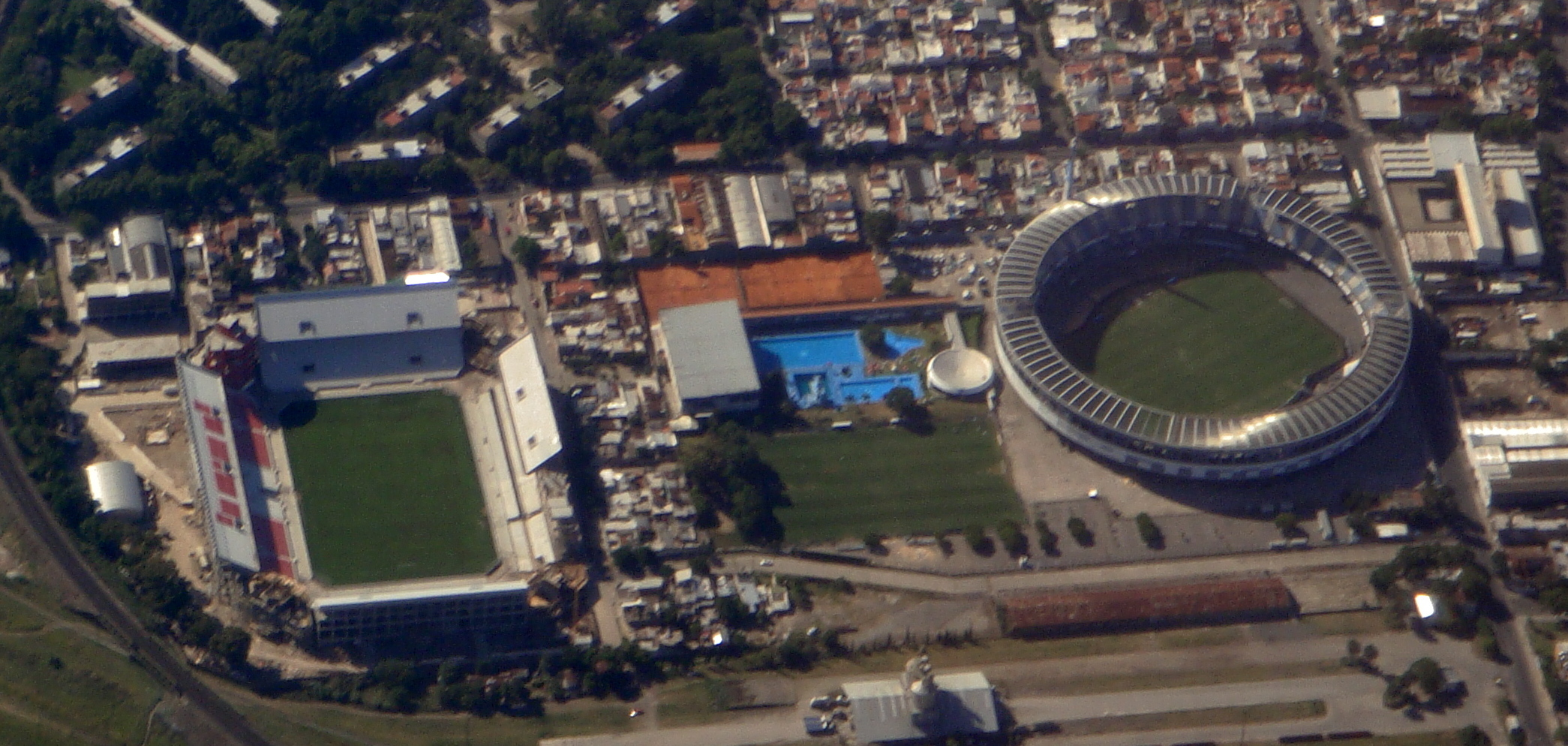

## Storia

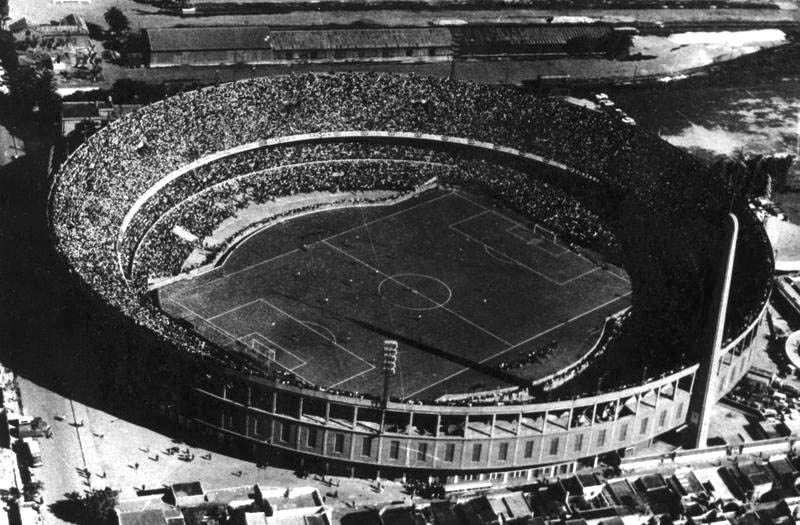
L'Estadio Presidente Perón, inaugurato il 3 settembre 1950.